# Handel tranzytowy
Handel tranzytowy – to wymiana handlowa, gdzie firma realizująca transakcję, nie znajduje się ani w kraju importera, ani eksportera. Polega na przewozie towarów przez terytorium danego kraju i jest realizowany przez podmiot, który jest pośrednikiem między importerem a eksporterem i ma swoją siedzibę poza terytorium kraju importera i eksportera. W handlu tranzytowym obrót towarowy nie jest dokonywany bezpośrednio między eksporterem w kraju wytworzenia a importerem w kraju odbiorcy, lecz odbywa się za pośrednictwem firmy tranzytowej znajdującej się w kraju trzecim.

## Formy handlu tranzytowego
Wyróżnia się trzy formy handlu tranzytowego:
- aktywny,
- pasywny,
- złożony.

Z aktywnym handlem tranzytowym mamy do czynienia wówczas, gdy krajowa firma tranzytowa C sprzedaje towary wyprodukowane w kraju A do kraju B.
W przypadku pasywnego handlu tranzytowego zagraniczna firma tranzytowa, mająca siedzibę np. w kraju A, sprzedaje towary pochodzące z kraju B na rynku krajowym C bądź krajowe towary sprzedaje odbiorcom w kraju B.
Przedmiotem handlu tranzytowego są takie towary jak: bawełna, tytoń, duże partie towarów masowych lub produktów seryjnych. Firmy zajmujące się handlem tranzytowym na ogół zlokalizowane są w międzynarodowych centrach handlowych oraz wielkich portach.
Złożony handel tranzytowy występuje jeżeli firma tranzytowa dokonuje przeróbki towarów znajdujących się w składzie celnym czy porcie wolnocłowym lub tylko sortuje je bądź przepakowuje (np. w celu przygotowania ich do transportu morskiego), wówczas mamy do czynienia ze złożonym handlem tranzytowym.
Obrót uszlachetniający polega na wysłaniu za granicę produktu nie wykończonego w celu odpłatnego wykonania tam dalszych faz procesu produkcji lub obróbki bądź też wykończenia zewnętrznego. Towar ten wraca następnie do kraju pochodzenia, pozostając cały czas własnością wysyłającego.